# Élections régionales de 1984 dans les Açores
Les élections régionales de 1984 (en portugais : Eleições legislativas regionais nos Açores em 1984) se sont tenues le 14 octobre 1984 dans les Açores afin d'élire les 44 députés de l'Assemblée législative.

## Résultats
| Partis                   | Partis                                       | Voix    | %     | Sièges | +/-           |
| ------------------------ | -------------------------------------------- | ------- | ----- | ------ | ------------- |
|                          | Parti social-démocrate (PPD/PSD)             | 60 162  | 56,42 | 28     | 2             |
|                          | Parti socialiste (PS)                        | 25 835  | 24,23 | 13     | 1             |
|                          | Parti du centre démocratique et social (CDS) | 8 442   | 7,92  | 2      | 1             |
|                          | Alliance du peuple uni (APU)                 | 5 643   | 5,29  | 1      | 1             |
|                          | Parti démocratique de l'Atlantique (UDA/PDA) | 1 668   | 1,56  | 0      | en stagnation |
|                          | Union démocratique populaire (UDP)           | 1 286   | 1,21  | 0      | en stagnation |
|                          | PCTP/MRPP                                    | 764     | 0,72  | 0      | en stagnation |
|                          | Parti populaire monarchiste (PPM)            | 41      | 0,04  | 0      | Nv.           |
|                          | Votes blancs                                 | 911     | 0,85  |        |               |
|                          | Votes nuls                                   | 1 886   | 1,77  |        |               |
|                          |                                              |         |       |        |               |
| Total                    | Total                                        | 106 638 | 100   | 44     | 1             |
| Abstentions              | Abstentions                                  | 64 389  | 37,65 |        |               |
| Inscrits / participation | Inscrits / participation                     | 171 027 | 62,35 |        |               |